# Ryan Lee
Ryan Scott Lee (Austin, 4 ottobre 1996) è un attore statunitense.
È noto soprattutto per il ruolo di Warren nello spettacolo Trophy Wife, come Cary nel film Super 8 del 2011 e Champ nel film Piccoli brividi.

## Biografia
Ryan è nato a Austin, Texas. Ha una sorella di nome Lauren.
Ha studiato alla Canyon Vista Middle School.

## Carriera
Nel 2011 Lee ha interpretato Cary nel film Super 8, nello stesso anno ha recitato nel video musicale della canzone "Titanium" di David Guetta. 
Nel 2015 interpreta Champ nel film Piccoli brividi al fianco di Dylan Minnette e Jack Black.

## Filmografia

### Cinema
- Deadland Dreaming (2008)
- Kings of the Evening (2008)
- Murphy's Bluff (2008)
- Balls Out: Gary the Tennis Coach (2009)
- Il mistero della pietra magica (Shorts), regia di Robert Rodriguez (2009)
- The Legend of Hell's Gate, regia di Tanner Beard (2011)
- Super 8, regia di J. J. Abrams (2011)
- Incontro con il male (Meeting Evil), regia di Chris Fisher (2012)
- Questi sono i 40 (This Is 40), regia di Judd Apatow (2012)
- White Rabbit (2013)
- Natale con i tuoi (A Merry Friggin' Christmas), regia di Tristram Shapeero (2014)
- Piccoli brividi (Goosebumps), regia di Rob Letterman (2015)
- Speech & Debate, regia di Dan Harris (2017)

### Televisione
- Friday Night Lights, Questione di carattere. Stagione 1, Episodio 10 (2006)
- Breaking Bad Tutto cambia. Stagione 2, Episodio 1 (2009)
- My Generation (serie televisiva) (2010)
- Home Movies, Stagione 1, Episodio 2 (2010)
- Sketchy (2012)
- Isabel - film TV(2012)
- Hungry Games Stagione 1, Episodio 2 (2012)
- Community Stagione 3, Episodio 21 (2012)
- Prima dinastia Chang, Stagione 3, Episodio 21 (2012)
- Buona fortuna Charlie (2012)
- Guys & Dolls Stagione 3, Episodio 16 (in Italia verrà trasmesso il 10 marzo 2013)
- R.L. Stine's The Haunting Hour Stagione 3, Episodio 8 (2012)
- My Imaginary Friend - Titolo Originale. Stagione 3, Episodio 8
- Tre mogli per un papà – serie TV (2013-2014)

### Cortometraggi
- Prank Call (2007)
- Trick or Treat (2007)
- A Birthday Story (2008)
- Color by Number (2008)
- Lya (2009)
- Play Land (2009)
- Weight of the World (2009)
- Lambs (2009)
- Titans (2010)
- Make a Wish (2010)

### Video musicali
- Titanium di David Guetta (2011)

## Premi e riconoscimenti
| Anno | Award                               | Categoria                                                                                                   | Lavoro  | Risultato       |
| ---- | ----------------------------------- | --- | ------- | --------------- |
| 2011 | Teen Choice Awards                  | Choice Chemistry (condiviso con tutti gli altri ragazzi di Super 8)                                         | Super 8 | Candidato/a     |
| 2011 | Phoenix Film Critics Society Awards | Best Ensemble Cast (condiviso con tutti gli altri ragazzi di Super 8)                                       | Super 8 | Vincitore/trice |
| 2012 | Young Artist Award                  | Best Performance in a Feature Film - Young Ensemble Cast (condiviso con tutti gli altri ragazzi di Super 8) | Super 8 | Candidato/a     |

## Doppiatori italiani
- Alex Polidori in Super 8
- Lorenzo Crisci in Tre mogli per un papà
- Luca Baldini in Piccoli brividi